# Lista de episódios de The Americans

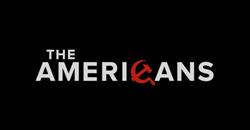
Logotipo da série

The Americans é uma série dramática de televisão norte-americana criada por Joe Weisberg. O show estreou nos EUA em 30 janeiro de 2013 pelo canal a cabo FX. A série é ambientada durante o período da Guerra Fria na década de 1980. The Americans conta a história de Elizabeth (Keri Russell) e Philip Jennings (Matthew Rhys), dois oficiais soviéticos da KGB, que, disfarçados se passam por um casal comum estadunidense.

## Elenco principal
- Keri Russell: Elizabeth Jennings (Nadezhda), uma agente da KGB (13 episodes)
- Matthew Rhys: Philip Jennings (Mischa), um agente da KGB (13 episodes)
- Maximiliano Hernández: Chris Amador, um agente do FBI (8 episodes)
- Holly Taylor: Paige Jennings, a filha de Elizabeth e Philip (13 episodes)
- Keidrich Sellati: Henry Jennings, o filho de Elizabeth e Philip (11 episodes)
- Noah Emmerich: Stan Beeman, um agente do FBI (13 episodes)

## Resumo
| Temporada | Temporada | Episódios | Exibição original       | Exibição original   |
| Temporada | Temporada | Episódios | Estreia da temporada    | Final da temporada  |
| --------- | --------- | --------- | ----------------------- | ------------------- |
|           | 1         | 13        | 30 de janeiro de 2013   | 1 de maio de 2013   |
|           | 2         | 13        | 26 de fevereiro de 2014 | 21 de maio de 2014  |
|           | 3         | 13        | 28 de janeiro de 2015   | 22 de abril de 2015 |

## Episódios

### 1ª Temporada (2013)
| Nº | #  | Título                         | Dirigido por     | Escrito por                         | Data de exibição original | Cód. de prod. | Audiência E.U.A. (em milhões) |
| -- | -- | ------------------------------ | ---------------- | ----------------------------------- | ------------------------- | ------------- | ----------------------------- |
| 1  | 1  | "Pilot"                        | Gavin O'Connor   | Joe Weisberg                        | 30 de janeiro de 2013     | BDU179        | 3.22                          |
| 2  | 2  | "The Clock"                    | Adam Arkin       | Joe Weisberg                        | 6 de fevereiro de 2013    | BDU101        | 1.97                          |
| 3  | 3  | "Gregory"                      | Tommy Schlamme   | Joel Fields                         | 13 de fevereiro de 2013   | BDU102        | 1.65                          |
| 4  | 4  | "In Control"                   | Jean de Segonzac | Joel Fields & Joe Weisberg          | 20 de fevereiro de 2013   | BDU103        | 1.91                          |
| 5  | 5  | "COMINT"                       | Holly Dale       | Melissa James Gibson                | 27 de fevereiro de 2013   | BDU104        | 1.44                          |
| 6  | 6  | "Trust Me"                     | Daniel Sackheim  | Sneha Koorse                        | 6 de março de 2013        | BDU105        | 1.88                          |
| 7  | 7  | "Duty and Honor"               | Alex Chapple     | Joshua Brand                        | 13 de março de 2013       | BDU106        | 1.70                          |
| 8  | 8  | "Mutually Assured Destruction" | Bill Johnson     | Joel Fields e Joe Weisberg          | 20 de março de 2013       | BDU107        | 1.65                          |
| 9  | 9  | "Safe House"                   | Jim McKay        | Joshua Brand                        | 3 de abril de 2013        | BDU108        | 1.38                          |
| 10 | 10 | "Only You"                     | Adam Arkin       | Bradford Winters                    | 10 de abril de 2013       | BDU109        | 1.50                          |
| 11 | 11 | "Covert War"                   | Nicole Kassell   | Joshua Brand e Melissa James Gibson | 17 de abril de 2013       | BDU110        | 1.81                          |
| 12 | 12 | "The Oath"                     | John Dahl        | Joshua Brand e Melissa James Gibson | 24 de abril de 2013       | BDU111        | 1.49                          |
| 13 | 13 | "The Colonel"                  | Adam Arkin       | Joel Fields e Joe Weisberg          | 01 de maio de 2013        | BDU112        | 1.74                          |

## References
1. ↑  Kondolojy, Amanda (31 de janeiro de 2013). «Wednesday Cable Ratings: 'Moonshiners' Wins Night + 'The Americans', NBA Basketball, 'Workaholics', 'Shipping Wars' & More». TV by the Numbers. Consultado em 1 de fevereiro de 2013
2. ↑  http://tvbythenumbers.zap2it.com/2013/02/07/wednesday-cable-ratings-moonshiners-wins-night-robot-chicken-the-americans-workaholics-top-chef-necessary-roughness-more/168472/. Consultado em 19 de fevereiro de 2015 Em falta ou vazio |título= (ajuda)
3. ↑  http://tvbythenumbers.zap2it.com/2013/02/14/wednesday-cable-ratings-college-basketball-beats-moonshiners-workaholics-full-throttle-saloon-the-daily-show-more/169416/. Consultado em 19 de fevereiro de 2015 Em falta ou vazio |título= (ajuda)
4. ↑  http://tvbythenumbers.zap2it.com/2013/02/21/wednesday-cable-ratings-nba-basketball-wins-night-the-americans-top-chef-workaholics-necessary-roughness-full-throttle-saloon-more/170283/. Consultado em 19 de fevereiro de 2015 Em falta ou vazio |título= (ajuda)
5. ↑  http://tvbythenumbers.zap2it.com/2013/02/28/wednesday-cable-ratings-duck-dynasty-dominates-night-psych-top-chef-the-daily-show-nba-basketball-more/171199/. Consultado em 19 de fevereiro de 2015 Em falta ou vazio |título= (ajuda)
6. ↑  http://tvbythenumbers.zap2it.com/2013/03/07/wednesday-cable-ratingsduck-dynasty-wins-night-psych-the-americans-workaholics-southland-more/172396/. Consultado em 19 de fevereiro de 2015 Em falta ou vazio |título= (ajuda)
7. ↑  http://tvbythenumbers.zap2it.com/2013/03/14/wednesday-cable-ratings-duck-dynasty-dominates-psych-workaholics-nba-basketball-the-americans-more/173337/. Consultado em 19 de fevereiro de 2015 Em falta ou vazio |título= (ajuda)
8. ↑  http://tvbythenumbers.zap2it.com/2013/03/21/wednesday-cable-ratings-duck-dynasty-wins-night-psych-workaholics-the-americans-southland-more/174305/. Consultado em 19 de fevereiro de 2015 Em falta ou vazio |título= (ajuda)
9. ↑  http://tvbythenumbers.zap2it.com/2013/04/04/wednesday-cable-ratings-duck-dynasty-wins-night-psych-southland-the-real-world-haunted-collector-more/176414/. Consultado em 19 de fevereiro de 2015 Em falta ou vazio |título= (ajuda)
10. ↑  http://tvbythenumbers.zap2it.com/2013/04/11/wednesday-cable-ratingsduck-dynasty-rules-psych-the-daily-show-nba-basketball-the-real-world-more/177392/. Consultado em 19 de fevereiro de 2015 Em falta ou vazio |título= (ajuda)
11. ↑  http://tvbythenumbers.zap2it.com/2013/04/18/wednesday-cable-ratings-duck-dynasty-wins-again-american-hoggers-psych-southland-the-americans-real-world-more/178508/. Consultado em 19 de fevereiro de 2015 Em falta ou vazio |título= (ajuda)
12. ↑  http://tvbythenumbers.zap2it.com/2013/04/25/wednesday-cable-ratings-duck-dynasty-dominates-nba-basketball-american-hoggers-psych-the-daily-show-more/179527/. Consultado em 19 de fevereiro de 2015 Em falta ou vazio |título= (ajuda)
13. ↑  http://tvbythenumbers.zap2it.com/2013/05/02/wednesday-cable-ratings-nba-playoffs-win-night-psych-mythbusters-the-real-world-the-daily-show-more/180650/. Consultado em 19 de fevereiro de 2015 Em falta ou vazio |título= (ajuda)